# ロン・ミラー
ロン・ミラー（Ron "Dash" Miller、本名：Ron Parker、1945年 - ）は、オーストラリアのプロレスラー。ニューサウスウェールズ州シドニー出身。生年は1941年ともされる。
タッグパートナーだったラリー・オーディと共に、豪州マット界のプロモーターとしても活動した。

## 来歴
1964年、当時オーストラリアでワールド・チャンピオンシップ・レスリングを主宰していたジム・バーネットにスカウトされてプロレス入り。以降、1960年代はスパイロス・アリオン、ブルート・バーナード、マリオ・ミラノ、ロイ・ヘファーナン、アントニオ・プリエーゼ、ドン・レオ・ジョナサン、テックス・マッケンジー、ドリー・ディクソン、ビル・ロビンソンなどと対戦してキャリアを積んだ。
1971年、キャンベラ出身のラリー・オーディと共に渡米し、ベビーフェイスのタッグチーム、ジ・オーストラリアンズ（The Australians）としてNWAの南部テリトリーを転戦。エディ・グラハムが主宰していたフロリダのCWFでは、8月2日にロニー・ガービン&オレイ・アンダーソンからNWAフロリダ・タッグ王座を奪取。以降もディック・マードック&ボビー・ダンカン、ジ・アラスカンズ、ジ・インフェルノスなどのチームを破り、同王座を通算4回に渡って獲得した。テネシー地区ではスプートニク・モンロー&ノーベル・オースチンなどのチームと抗争を展開。1972年5月19日にはNWAテネシー・タッグ王座も獲得している。
1972年6月、オーディとのオーストラリアンズで日本プロレスの『第2次ゴールデン・シリーズ』に初来日。開幕戦の後楽園ホール大会では、当時のアジアタッグ王者チームだった坂口征二&吉村道明と対戦した。オーストラリアでもオーディとのコンビで活躍し、ヒロ・トージョー&ヒト・トージョーなどのチームを下してNWA豪亜タッグ王座を再三獲得した。
1973年末、ワールド・チャンピオンシップ・レスリングの主宰者だったバーネットが、オーストラリアの興行権を売却してアメリカに帰国。その後、団体の運営はトニー・コロニーを経て、1975年よりオーディとミラーが引き継いだ。以降はオーディと共にプロモーターとして豪州マットを仕切りつつ、レスラーとしても団体の主軸となって活躍。1976年1月にはグレート・メフィストからNWA豪亜ヘビー級王座を奪取。以降もアーニー・ラッドらを相手に、団体のフラッグシップ・タイトルである同王座のチャンピオンを担った。1977年3月と7月には、当時ハーリー・レイスが保持していたNWA世界ヘビー級王座に連続挑戦。1978年12月8日にはアンドレ・ザ・ジャイアントと組んでオックス・ベーカー&ブッチャー・ブラニガンを破り、NWA豪亜タッグ王座にも返り咲いた。
しかし、団体はバーネット時代のような活況を呈せず、テレビ放送の打ち切りやインディー団体の乱立もあって1978年を最後に活動を停止。以降は隣国ニュージーランドのオールスター・プロレスリングを主戦場とし、1980年にはパートナーのオーディを相手にNWA英連邦ヘビー級王座を争った。
1982年5月、全日本プロレスの『エキサイト・シリーズ』への参戦で10年ぶりの再来日が実現。5月28日の旭川大会では、アメリカ修業から凱旋帰国した大仁田厚の対戦相手を務めた。1985年4月には、スタン・ハンセンやブルーザー・ブロディをオーストラリアに招聘しての短期ツアーを主催。マーク・ヤングブラッドをパートナーに、ハンセン&ブロディのミラクルパワーコンビと連日対戦した。翌月には新日本プロレスの『IWGP&WWFチャンピオン・シリーズ』への参戦も予定されていた。

## 得意技
- エルボー・ドロップ[2]
- リバース・フィギュア・フォー・レッグロック[3]（後年、同郷のロビー・イーグルスが「ロン・ミラー・スペシャル」の名称で継承した[21]）

## 獲得タイトル
チャンピオンシップ・レスリング・フロム・フロリダ
- NWAフロリダ・タッグ王座：4回（w / ラリー・オーディ）[9]

NWAミッドアメリカ
- NWAテネシー・タッグ王座：1回（w / ラリー・オーディ）[11]

ワールド・チャンピオンシップ・レスリング（オーストラリア）
- NWA豪亜ヘビー級王座：2回[14]
- NWA豪亜タッグ王座：6回（w / ラリー・オーディ×4、ジョニー・グレイ、アンドレ・ザ・ジャイアント）[13]
- NWA世界ライトヘビー級王座（オーストラリア版）：1回[22]

オールスター・プロレスリング
- NWA英連邦ヘビー級王座：3回[16]